# Fagelia bituminosa
Fagelia bituminosa är en ärtväxtart som först beskrevs av Carl von Linné, och fick sitt nu gällande namn av Dc. Fagelia bituminosa ingår i släktet Fagelia och familjen ärtväxter. Inga underarter finns listade i Catalogue of Life.